# (19756) 2000 EW50
(19756) 2000 EW50 est un astéroïde de la ceinture principale découvert en 2000.

## Description
(19756) 2000 EW50 a été découvert le 9 mars 2000 à l'observatoire astronomique de Majorque, au sud de Costitx sur l'île de Majorque en Espagne, par Ángel López Jiménez et Rafael Pacheco.

### Caractéristiques orbitales
L'orbite de cet astéroïde est caractérisée par un demi-grand axe de 2,53 UA, un périhélie de 2,07 UA, une excentricité de 0,18 et une inclinaison de 6,18° par rapport à l'écliptique. Du fait de ces caractéristiques, à savoir un demi-grand axe compris entre 2 et 3,2 UA et un périhélie supérieur à 1,666 UA, il est classé, selon la JPL Small-Body Database, comme objet de la ceinture principale.

### Caractéristiques physiques
(19756) 2000 EW50 a une magnitude absolue (H) de 13,8 et un albédo estimé à 0,471.